# RR-342
A  RR-342 é uma rodovia brasileira do estado de Roraima. Essa estrada intercepta a RR-203 e dá acesso à Colônia do Taiano, comunidade de Boqueirão, às malocas Anta I e II e outras localidades próximas desta.
Está localizada na região Norte do estado, atendendo aos municípios de Amajari e Alto Alegre, numa extensão de 131,5 quilômetros.

## Localidades Atendidas

### Município deAlto Alegre
- Vila do Taiano
- Maloca da Anta I e II

### Município doAmajari
- Sede Municipal